# Salyu
Salyu（サリュ、サリュウ、1980年10月13日 - ）は、日本の女性歌手・ボーカリスト。神奈川県横浜市港北区出身。トイズファクトリー所属。血液型O型。学歴は非公開だが、マクロビオティック系の料理学校に通っていたことを公言している。兄は元ラグビー日本代表選手。
アーティストネームのSalyuはフランス語の「Salut」（乾杯の意、親しい間柄の挨拶の意）に由来している。命名は小林武史による。
プロ活動は17歳（1997年）より開始。メジャー活動はLily Chou-Chouのボーカル（2000-2001年、2010年-）、Salyuソロデビュー（2004年-）となっている。2011年1月19日にはソロプロジェクト「salyu × salyu」（サリュ バイ サリュ）を開始。

## 概要

### 略歴
幼い頃からピアノを習っていたのが音楽に関わるきっかけ。歌い始めたきっかけは、小学生の頃に風邪をこじらせ肺炎になって入院した時に「体力をつけるために水泳か歌をしたらいい」と医師に勧められたことから。退院後、クラウン少女合唱団に所属し、童謡・近代音楽・賛美歌などを歌う。
1998年、高校生の頃、友人のバンドのライブに触発され歌手になることを決意。雑誌のオーディションを何度も受ける。秋元康のあるオーディションを受けたこともあった。その中で、Sony MusicのSDオーディションを受け、また同時期、同社の歌手養成機関に通い始め、音楽のスキルを身につける。この時資料用に作成したビデオが音楽プロデューサーの小林武史の目に留まり、小林プロデュースのもとデビューすることが決定する。当時、小林武史と、映画監督であり作家の岩井俊二が『リリイ・シュシュのすべて』のプロジェクトを企画していたため、彼らとともに、Lily Chou-Chouとしての活動を開始する。Lily Chou-Chou名義の活動はそちらの項を参照。Lily Chou-Chouとしての活動終了後は、学校に通いながら、スターパインズカフェなど東京都内のライブハウスを中心に音楽活動をする。
2004年、4月21日にRIP SLYMEのILMARIと共にIlmari×Salyuとしてシングル「VALON」を発表。2ヶ月後の6月23日には、シングル「VALON-1」でトイズファクトリーよりソロで再デビュー。同年は他1枚のシングルを発表する。
2005年、6月15日にソロとしては初のアルバム『landmark』を発表。同年は他3枚のシングルを発表する他、ROCK IN JAPAN FESTIVALやap bank fes'05を始め、数々の音楽フェスティバルに精力的に参加する。また、前年に発表した楽曲「Dialogue (ダイアローグ)」のPVが『SPACE SHOWER Music Video Awards 05』のBEST NEW ARTIST VIDEOを受賞するなど、映像の面においても注目が集まった。
2006年、4月5日に作詞に一青窈を迎えたシングル「Tower」を発表。7月19日には、Bank Band with Salyuとしてシングル「to U」が発表され、各テレビ番組や雑誌に取り上げられた。以降、シングル「name」「プラットホーム」はオリコンチャートのトップ20以内にランクインし、「プラットホーム」は自身のシングル作品として最大の売上を記録する。同年は前年に引き続き、ap bank fes'06やCOUNTDOWN JAPAN 06/07等、様々なライブイベントにも出演した。
2007年、1月17日に2枚目のアルバム『TERMINAL』を発表。同アルバムは2007年1月29日付のウィークリーチャートでは初登場2位と、全作品中自己最高を記録し、2007年2月には自身初のゴールドディスク認定（日本レコード協会）を受けた。 この年は、これまでの小林武史プロデュースから離れ、渡辺善太郎プロデュースの下でシングル2枚と初のPV集DVDを発表する。
2008年、7月23日にWISEのシングル「Mirror feat. Salyu」にフィーチャリングボーカルとして参加。11月26日には初のベスト・アルバム『Merkmal』を発表。
2009年、ベスト・アルバム『Merkmal』の発売記念として行われる全国ツアー『Salyu Tour 2009 Merkmal』の2月10日の初日公演で、自身初の日本武道館公演を行う。2月11日には、再び小林武史とタッグを組んだ初の両A面シングル「コルテオ 〜行列〜/HALFWAY」を発表。自身初のオリコントップ10入りを記録する。
2010年3月10日リリースのシングル「新しいYES」は、ビルボード2010年3月22日付"Adult Contemporary Airplay"1位となる。2010年3月24日には3枚目のアルバム『MAIDEN VOYAGE』を発売し、週間初登場順位7位を記録するとともに、全国ツアー『Salyu Tour 2010 MAIDEN VOYAGE』を公演。最終日となる5月15日の人見記念講堂での追加公演トリで、LIFE (ライフ)を発表する。さらに秋には同年2度目の全国ツアー『Salyu Combo Tour 2010 following navigation』を公演。2010年11月5日の同ツアー初日となる札幌公演の終了後、突如、Lily Chou-Chouとしての新曲発表と活動再開が告知された。Salyuの公式Webサイトのトップページも一時期ジャックされていた（詳細はLily Chou-Chouの項目を参照）。2011年7月13日には「青空/magic」をリリース。楽曲提供する桜井和寿とは「to U」以来のタッグとなる。

#### salyu × salyu
2011年1月19日、ソロプロジェクト「salyu × salyu」（サリュ バイ サリュ）の活動開始を発表した。
Salyuボーカルの多重録音をコンセプトとしたソロプロジェクトであり、2011年4月13日にコーネリアスとのコラボレーションアルバム『s(o)un(d)beams』をリリース。同年4月21日より全国ツアー（6ヶ所）『salyu × salyu tour s(o)un(d)beames』を開催。「s(o)un(d)beames」のライブパフォーマンスでは一部の曲で鍵盤ハーモニカをSalyuが演奏することがあった。
2012年6月14日〜16日にバルセロナで開催された「Sonar 2012」 (en)、2012年6月15日にはロンドンの「JAZZ CAFE LONDON」にて、Conrlius presents salyu x salyuとして出公演した。

### 活動
小林武史プロデュースのもとではボーカリストとしての活動を貫いており、作詞、作曲ないし編曲の工程に携わることは少なかった。
初めて作詞に関わった楽曲は「体温」（Lily Chou-Chou時代から存在し、後にシングル「彗星」カップリング収録曲として発表された）で、小林と共に歌詞を書いた。発表順では「Dialogue (ダイアローグ)」が初の、小林との共同作詞となる。
2007年にアルバム『TERMINAL』収録曲として発表された「I BELIEVE」で初めて自身が単独で作詞を手掛けて以降、次のシングル「LIBERTY」、「iris 〜しあわせの箱〜」でも、タイトル・カップリング共にほぼ単独作詞となるなど、作詞に関わる事が多くなった。
小林プロデュースで作曲の工程に携わることは一度もないが、シングル『EXTENSION』のカップリング『アイ(I)』で国府達矢と共作で作曲にも携わるようになっている。アルバム『MAIDEN VOYAGE』でも2曲ほど共作で作曲をしている。
自身の作品のみならず、他アーティストの作品にも数々参加している。（ゲストボーカルの章参照）また公式にはクレジットされていないが、GAKU-MC / 桜井和寿 (Mr.Children)のコラボレートシングル「手を出すな!」（2006年）でもコーラスを担当していることが小林武史によって明かされている。
歌手活動だけでなく、2007年にはニンテンドーDS用ゲームソフト『レイトン教授と悪魔の箱』では声優も務めている。
2020年春に13thシングルと同じタイトルの個人事務所を設立して独立。

### 評価
歌声に関しては様々な評価を受けている。小林武史は「天に向かい地に響く声」「稀有な才能の持ち主」「もっと全国区、ある意味世界区になっていい人」、Superflyの越智志帆は「強く記憶の中に残る歌声」、BEAT CRUSADERSのカトウタロウは「母なる大地のような包容力のある声」、スキマスイッチの大橋卓弥は「唯一無二」、小谷美紗子は「素直な歌い方」、くるりの岸田繁は「天にも昇るかのような歌声」とそれぞれ評した。特にカトウは歌声を「例えるなら日本のビョーク」と例えた。桜井和寿は「圧倒的」「本物ってすごいなぁと思った」と評価し、「いいなぁその声」と言った。
また、楽曲またはアーティストとしての世界観に関しては、一青窈は「絵画みたいだ」、岩井俊二は「素晴らしい音色の楽器に思えた」とそれぞれ評した。木村カエラにおいてはライブを観た感想を「すごいキレイな景色を見た時の様な感動に似ている」と述べている。LOST IN TIMEの海北大輔は、マキシマムザホルモンのダイスケはんとの対談において、アルバム『landmark』を引き合いに出した。
楽曲単体に関しては、大塚愛、中村中、女優の北乃きいが、また音楽以外の人柄の部分に関しても、風味堂の渡和久、マキシマムザホルモンのナヲ、LAST ALLIANCEのMATSUMURA、Aqua Timezの太志が論評を寄せている。

### その他
- ファーストライブツアー初日の打ち上げで飲み過ぎ、はしゃぎすぎて走りまわってる最中に足部を骨折[29]。ツアー2日目以降、足を吊るしたままライブ続行[30][31]。
- かなりの酒好きで、酔った本人と仲良く飲んでいる親友達のレポートが散見されるが本人は酒には強くないとの弁[32]。
- 2010年某月、洗顔の泡を誤って深呼吸して吸い込み、1時間自宅でむせ、2時間遅刻した[33]。
- Twitterを始めるがすぐ忘れ、1ヶ月後にMUSICA初代編集長・鹿野淳との対談時に思い出した[34]。なお、salyu×salyu以後のプロモーションではTwitterを活用している。
- 2011年に五味岳久に「五味アイコン」のイラストを描いて貰った際、「被写体の心身が少ない情報で的確に表現されており（笑）感動。可憐です。」とコメントしている[35]。
- 2024年5月6日、第1子出産[36]。

## ディスコグラフィ
詳細は各作品の項目を参照のこと。
ここではSalyu、salyu × salyu名義の作品を記載するものとし、Lily Chou-Chou名義の作品は同項目を参照のこと。

### シングル
| 枚   | 発売日         | タイトル                  | 備考           |
| ---- | -------------- | ------------------------- | -------------- |
| 1st  | 2004年6月23日  | VALON-1                   | CD EXTRA       |
| 2nd  | 2004年10月27日 | Dialogue (ダイアローグ)   | HDCD, CD EXTRA |
| 3rd  | 2005年3月24日  | Peaty                     | HDCD           |
| 4th  | 2005年5月11日  | 彗星                      | HDCD           |
| 5th  | 2005年10月26日 | 風に乗る船                | HDCD, CD EXTRA |
| 6th  | 2006年4月5日   | Tower                     |                |
| 7th  | 2006年9月6日   | name                      |                |
| 8th  | 2006年11月1日  | プラットホーム            |                |
| 9th  | 2007年10月17日 | LIBERTY                   |                |
| 10th | 2007年11月28日 | iris 〜しあわせの箱〜     |                |
| 11th | 2009年2月11日  | コルテオ 〜行列〜/HALFWAY |                |
| 12th | 2009年8月19日  | EXTENSION                 |                |
| 13th | 2010年3月10日  | 新しいYES                 |                |
| 14th | 2010年8月25日  | LIFE                      |                |
| 15th | 2011年7月13日  | 青空/magic                |                |
| 16th | 2012年2月1日   | Lighthouse                |                |
| 17th | 2014年2月26日  | アイニユケル/ライン       |                |

### 配信限定シングル
| 発売日         | タイトル                | 名義                     | 備考     |
| -------------- | ----------------------- | ------------------------ | -------- |
| 2011年8月10日  | 話したいあなたと        | salyu × salyu            |          |
| 2016年12月20日 | What A Wonderful World  | Salyu × 小林武史         | カバー   |
|                | 魔法（にかかって）      | Salyu × 小林武史         | [ 注 6 ] |
| 2018年6月27日  | 星とたんぽぽ by Salyu   | 金子みすゞをうたにする。 | カバー   |
| 同年8月15日    | 私と小鳥と鈴と by Salyu | 金子みすゞをうたにする。 | カバー   |
| 2019年9月6日   | 僕らの出会った場所      |                          |          |
| 2021年2月20日  | Taxi                    |                          | [ 注 7 ] |
| 同年9月29日    | 器（うつわ）            |                          |          |
| 同年11月19日   | Tokyo Tape              |                          | [ 注 8 ] |
| 2023年1月13日  | 星のクズ α              | salyu × haruka nakamura  |          |
| 同年2月17日    | 星のクズ Ω              | salyu × haruka nakamura  |          |

### オリジナル・アルバム
| 枚  | 発売日        | タイトル              |
| --- | ------------- | --------------------- |
| 1st | 2005年6月15日 | landmark              |
| 2nd | 2007年1月17日 | TERMINAL              |
| 3rd | 2010年3月24日 | MAIDEN VOYAGE         |
| 4th | 2012年2月15日 | photogenic            |
| 5th | 2015年4月22日 | Android & Human Being |

### コンセプト・アルバム
| 枚  | 発売日        | タイトル       | 備考                        |
| --- | ------------- | -------------- | --------------------------- |
| 1st | 2011年4月13日 | s(o)un(d)beams | salyu × salyu名義           |
| 2nd | 2023年3月8日  | 聖者の行進     | salyu × haruka nakamura名義 |

### ベスト・アルバム
| 枚  | 発売日         | タイトル |
| --- | -------------- | -------- |
| 1st | 2008年11月26日 | Merkmal  |

### トリビュート・アルバム
| 枚  | 発売日         | タイトル                                        |
| --- | -------------- | ----------------------------------------------- |
| 1st | 2024年12月18日 | Salyu 20th Anniversary Tribute Album "grafting" |

### 映像作品
|                        | 発売日         | タイトル                           | 規格 |
| ---------------------- | -------------- | ---------------------------------- | ---- |
| ミュージック・ビデオ集 | 2007年11月28日 | Salyu Clips 2004-2007              | DVD  |
| ライブ・ビデオ         | 2012年2月1日   | s(o)un(d)beams+                    | DVD  |
| ライブ・ビデオ         | 2014年10月15日 | 10th Anniversary Concert "ariga10" | DVD  |

### 参加作品

#### アルバム
salyu x salyu 名義
|                        | 発売日         | タイトル                                         | 収録曲                                    | 規格 |
| ---------------------- | -------------- | ------------------------------------------------ | ----------------------------------------- | ---- |
| アルバム               | 2013年1月23日  | Cornelius『NHK「デザインあ」』                   | #23 カラーマジック                        | CD   |
| サウンドトラック       | 2013年11月27日 | 『攻殻機動隊 ARISE O.S.T』                       | #7「じぶんがいない」                      | CD   |
| トリビュート・アルバム | 2014年12月3日  | 『Why not clammbon!?〜クラムボン・トリビュート』 | #3「アホイ!」                             | CD   |
| アルバム               | 2015年8月19日  | Cornelius『Constellations Of Music』             | #4「Hammond Song」 #13 「May You Always」 | CD   |

Salyu 名義
|                        | 発売日         | タイトル                                   | 収録曲                          | 規格 |
| ---------------------- | -------------- | ------------------------------------------ | ------------------------------- | ---- |
| トリビュート・アルバム | 2013年12月18日 | 大貫妙子『Tribute to Taeko Onuki』         | #6「What to do cause love you」 | CD   |
| ベスト・アルバム       | 2019年1月29日  | 中島美嘉『雪の華15周年記念ベスト盤 BIBLE』 | #39「Happy Life」               | CD   |
| サウンドトラック       | 2021年3月31日  | 映画「ゾッキ」オリジナル・サウンドトラック | #3「Face to Face -ゾッキver.-」 | CD   |
| トリビュート・アルバム | 2024年5月15日  | 『まなざし』～羊毛とおはな トリビュート～  | #1「ミグラトリー」              | CD   |

### その他の盤
特別販売CD
- 「Bootleg 2010.6.17 at Billboard live TOKYO」
「Salyu Combo Tour 2010 following navigation」ツアー限定商品。各ライブ会場および特設のオンラインショップ限定発売。
- 「Bootleg 2013.2.22 at OORONG STUDIO TOKYO」
特設のオンラインショップ限定発売。

### コラボレーション・その他
Salyu feat. Yuka Honda & Sean Lennon
- 「Shady」
Cibo Mattoの活動で知られるの本田ゆかとショーン・レノンとのコラボレーション楽曲。アルバム『Merkmal』の初回限定盤B付属・featuring楽曲盤CDにだけ収録。

Ilmari × Salyu
- 「VALON」（2004年4月21日）
CD-EXTRA仕様（「VALON」ビデオクリップ収録）

Bank Band with Salyu
- 「to U」（2006年7月19日）
TBS系『筑紫哲也 NEWS23』のテーマソングに採用された。放映分では、Salyuのスキャットオンリーのインストゥルメンタルバージョン、ピアノバージョンなどが存在する。詳細はto U参照。なお、Salyuによるソロバージョン「to U (Salyu version)」が、『TERMINAL』、『Merkmal』に収録されている。
- 「MESSAGE -メッセージ-」（2018年7月13日）
配信リリース。本楽曲の収益金は、平成30年7月豪雨の災害復興支援金に充てられる[41]。

WISE
- 「Mirror feat. Salyu」（2008年7月23日）
初回盤DVD付（「Mirror feat. Salyu」ビデオクリップ収録）

BRADBERRY ORCHESTRA
- 「手紙」
Salyuと一青窈がセッション。2009年にネオコラ!東京環境会議テーマソングとして放映されるも、BRADBERRY ORCHESTRAの正式タイトルとしては公開されていない。原曲は小林武史のソロアルバム『WORKS I』収録のインスト曲「手紙」。「手紙」は「奏逢 〜Bank Bandのテーマ〜」（Bank Band）にもアレンジされている。
- 「Lucky feat. Salyu & エリイ」（2009年10月1日）
着うた配信限定
- 「Physical」（2012年7月25日）
テレビ東京系ロンドン五輪テーマソング。クレジットは「Bradberry Orchestra feat. スガシカオ、クリスタル・ケイ、Salyu」

スペシャルユニット「キャタピラー」（小林武史、一青窈、Salyu、GAKU-MC、登坂兄弟、若旦那）
- 「足跡」（2010年4月28日）
配信限定、地球ドキュメント ミッション（NHK-BShi）テーマソング

Miss Monday
- 「Life is beautiful feat. キヨサク from MONGOL800, Salyu, SHOCK EYE from 湘南乃風」（2010年6月23日）

vōx & Salyu
- 「I Would」（2023年4月5日）
- 「How You Feel Underneath」（同年5月3日）
- 「Powerless」（同年5月31日）
- 「I've Shaken Up」（同年6月28日）
配信限定[42]

その他のゲストボーカル、コーラス参加
- 国府達矢 - 「うた」（2003年12月3日、アルバム『ロック転生』収録曲）
- Mr.Children
  - 「花」（2001年8月22日、シングル『優しい歌』収録曲）
  - 「Wake me up!」「ポケット カスタネット」「SUNRISE」「通り雨」（2007年3月14日、アルバム『HOME』収録曲）
  - 映画『Mr.Children / Split The Difference』内楽曲で「虜」（2010年9月4日）
- くるり - 「WIEN 5」（2007年7月25日、シングル『言葉はさんかく こころは四角』収録曲）
- 七尾旅人 - 「検索少年」、「one voice （もしもわたしが声を出せたら）」（2010年7月7日、アルバム『billion voices』収録曲）
- レキシ - 「武士ワンダーランド feat. カブキちゃん」（2012年12月5日、『レキミ』収録曲）
- 佐藤タイジ  - 「together tonight」（2012年12月19日、『佐藤タイジ presents A 100% SOLARS』収録曲）
- JAPAN UNITED with MUSIC - 『All You Need Is Love』（2012年3月7日）
- L.E.D. - 「空水になる」（2013年4月17日、『in motion』収録曲）
- 細野晴臣 - 「I Love How You Love Me」（2013年5月22日、『Heavenly Music』収録曲）
- SALU - 「All I Want feat. Salyu」（2016年4月20日、アルバム『Good Morning』収録曲）[43]
- U-zhaan×環ROY×鎮座DOPENESS - 「星の下、しばし feat. Salyu」（2021年4月14日、アルバム『たのしみ』収録曲）
- TSUNEI & Nenashi - 「夜空に描いた物語 feat. Salyu」（2022年11月4日）
- Jun Futamata - 「胎盤 feat. Salyu」（2023年8月30日）
- Bank Band - 「カラ」（2025年1月29日、配信限定シングル）

## ライブ
Salyu 主要バンドメンバー（2008年頃〜2010年）
あらきゆうこ(Drs)、キタダマキ(B)、名越由貴夫(G)、Sunny(key)、清水ひろたか(G)、ロバン・デュプイ(Vc)、ヤマグチヒロコ(Chor)
salyu x salyu 主要ライブメンバー
ヤマグチヒロコ・山崎恵利子・木村圭見（以上Chor、Salyuを加えた4人で"salyu x salyu sisters"）、小山田圭吾（G）、ASA-CHANG(Drs)、大野由美子（B、key）
ツアーは太字で示す。
2005年
FIRST SOLO LIVE（6月17日）※渋谷CLUB QUATTRO
CROSS FM presents「LAFORET MUSIC GRAFFITI」（6月19日）
AFTERNOON MUSE presents Salyu SPECIAL SALON LIVE（6月27日）
FM NORTH WAVE Dialogue presents Salyu Acoustic Live（7月2日）
Salyu First Tour 「landmark」（10月1日〜10月13日）
Salyu SPECIAL LIVE　“another landmark”（12月3日）
2006年
Salyu Acoustic Tour 2006　“close to you”（2月22日〜4月2日）
追加公演（4月20日〜4月23日）
Salyu'06 沖縄Acoustic Live（2月24日）
2007年
Salyu Tour 2007 TERMINAL（2月2日〜2月26日）
追加公演（2月27日）
2008年
「my whereabouts」（9月17日）
2009年
Salyu Tour 2009 Merkmal（2月10日〜4月19日）
追加公演（4月24日）
Hearty Christmas in Omotesando Hills 2009 点灯式ライブ（11月12日）
2010年
Salyu Tour 2010 MAIDEN VOYAGE（4月10日〜5月13日）
追加公演（5月15日）
Salyu Billboard Live（6月16日〜6月17日）
Salyu Combo Tour 2010 following navigation（11月5日〜11月28日）

## タイアップ
| 発表年 | 曲名                    | タイアップ                                                                               | 収録作品                                          |
| ------ | ----------------------- | ---------------------------------------------------------------------------------------- | ------------------------------------------------- |
| 2004年 | Dialogue (ダイアローグ) | テレビ東京『JAPAN COUNTDOWN』2004年11月度エンディングテーマ                              | 「Dialogue (ダイアローグ)」 『landmark』          |
| 2005年 | 風に乗る船              | テレビ朝日『ブレスト〜女子高生、10億円の賭け!』主題歌                                    | 「風に乗る船」 『TERMINAL』 『Merkmal』           |
| 2005年 | Dramatic Irony          | SANYO 『W32SA』CMソング                                                                  | 『landmark』 『Merkmal』                          |
| 2005年 | landmark / 彗星         | 映画『人魚姫と王子』挿入歌                                                               | 「彗星」 『landmark』 『Merkmal』                 |
| 2006年 | Tower                   | チョーヤ梅酒「ウメッシュ」CMソング                                                       | 「Tower」 『TERMINAL』 『Merkmal』                |
| 2006年 | プラットホーム          | 映画『地下鉄（メトロ）に乗って』主題歌                                                   | 「プラットホーム」 『TERMINAL』 『Merkmal』       |
| 2007年 | iris 〜しあわせの箱〜   | ニンテンドーDSソフト「レイトン教授と悪魔の箱」テーマ曲                                   | 「iris 〜しあわせの箱〜」 『MAIDEN VOYAGE』       |
| 2009年 | コルテオ 〜行列〜       | シルク・ドゥ・ソレイユ第8弾公演「ダイハツ コルテオ」イメージソング                       | 「コルテオ 〜行列〜/HALFWAY」 『MAIDEN VOYAGE』   |
| 2009年 | HALFWAY                 | 映画『ハルフウェイ』主題歌                                                               | 「コルテオ 〜行列〜/HALFWAY」 『MAIDEN VOYAGE』   |
| 2010年 | 新しいYES               | トヨタ自動車「SAI」CMソング                                                              | 「新しいYES」 『MAIDEN VOYAGE』                   |
| 2010年 | 夜の海に遠い出会いに    | 映画『BANDAGE』挿入曲                                                                    | 「プラットホーム」 『TERMINAL』 『Merkmal』       |
| 2010年 | VOYAGE CALL             | iida broadcast powered by MTV                                                            | 『MAIDEN VOYAGE』                                 |
| 2010年 | Cure The World          | J-WAVE「Jam the WORLD」エンディング曲                                                    | 「LIFE」                                          |
| 2010年 | magic                   | フジテレビ「めざにゅ〜」テーマソング（2010年10月14日〜2011年3月）                        | 「青空/magic」 『photogenic』                     |
| 2011年 | 話したいあなたと        | KDDI「iida INFOBAR」CMソング                                                             |                                                   |
| 2012年 | 旅人                    | テレビ東京系列/BSジャパン 「ワールドビジネスサテライト」エンディング曲（2012年4月〜9月） | 『photogenic』                                    |
| 2013年 | ライン                  | 映画『ゆるせない、逢いたい』主題歌                                                       | 「ライン」                                        |
| 2013年 | THE RAIN                | ソニーモバイルコミュニケーションズ 「Xperia UL SOL22」CMソング「Rain Dance」篇           | 「THE RAIN」 『Android & Human Being』            |
| 2014年 | アイニユケル            | 映画『家路』主題歌                                                                       | 「アイニユケル/ライン」 『Android & Human Being』 |
| 2015年 | 青空                    | 映画『ちえりとチェリー』主題歌                                                           | 「青空/magic」 『photogenic』                     |
| 2016年 | What A Wonderful World  | 百貨店・西武そごうの企画『WHAT A WONDERFUL CHRISTMAS』キャンペーンソング                 |                                                   |
| 2019年 | emergency sign          | NHK ドキュメンタリー『ストーリーズ 事件の涙 Human Crossroads』テーマソング               | 『MAIDEN VOYAGE』                                 |
| 2019年 | 僕らの出会った場所      | 映画『いなくなれ、群青』主題歌                                                           |                                                   |
| 2023年 | 星のクズ α              | テレビ東京系列アニメ『TRIGUN STAMPEDE』エンディングテーマ                                | 『聖者の行進』                                    |

## 出演

### テレビ
音楽番組への出演は除く。
- 熱血!スペシャ中学（スペースシャワーTV、2005年4月 - 2006年3月）
- ネオコラ!東京環境会議（フジテレビ系、2009年1月4日）
  - ナース役
- グータンヌーボ（関西テレビ、2009年8月19日） - 仲里依紗、優香と対談
- NEWS ZERO（日本テレビ系、2010年8月24日）
- 情熱大陸「音楽プロデューサー・小林武史」（TBS系列局、2011年12月25日）

### CM
- ヱビスビール『ヱビス <ザ・ホップ>』「グリーンベンチ 秋篇」（2007年）
  - 高木正勝との共演

### ラジオ (レギュラー)
- ダイアローグ（FM NORTH WAVE、2004年10月 - 2005年9月25日・2007年1月14日）
- Close to You（CROSS FM、2005年4月 - 2005年9月28日・2008年12月7日）
- SalyuのオールナイトニッポンR（ニッポン放送、2005年8月6日・2006年10月14日）
- MUSIC FREAKS（FM802、2005年10月 - 2006年9月24日）
  - 渡和久（風味堂）と隔週で担当
- α-MONTHLY COLORS（α-STATION、2007年1月度担当）
- Inter FM「SoyMIN BOX」（2012年9月 - 11月）

### 雑誌 (レギュラー)
- MUSICA - 「Salyuの手の内でよければ」連載（終了）

### ゲームソフト
- レイトン教授と悪魔の箱（2007年11月29日発売、レベルファイブ制作・ニンテンドーDS）
  - ローズ夫人役

### その他
- エトヴァス・ボネゲ 「デザイナーとミューズ展」写真モデル　 (2010年9月)[44]
- 森ガールvalon vol.1/vol.2 (タツミムック)

## ミュージックビデオ
| 監督       | 曲名                                                                                    |
| 上野千蔵   | 「星のクズα」「星のクズΩ」                                                              |
| 大喜多正毅 | 「トビラ」「LIBERTY」「iris 〜しあわせの箱〜」「青空」                                  |
| 児玉裕一   | 「EXTENSION」                                                                           |
| 小林武史   | 「新しいYES」（森千裕と共作）「アイニユケル」                                           |
| 田向潤     | 「camera」                                                                              |
| 丹下紘希   | 「VALON-1」「Dialogue (ダイアローグ)」「Peaty」「彗星」「name」「プラットホーム」       |
| 辻川幸一郎 | 「ただのともだち」「Sailing Days」「話したいあなたと」「じぶんがいない」（Salyu×Salyu） |
| 永戸鉄也   | 「THE RAIN」                                                                            |
| 袴田晃司   | 「Dramatic Irony」                                                                      |
| 番場秀一   | 「Tower」「I BELIEVE」                                                                  |
| 平野文子   | 「コルテオ 〜行列〜」「LIFE」「Lighthouse」「Taxi」「Tokyo Tape」                       |
| 武藤真志   | 「風に乗る船」                                                                          |
| 柳明菜     | 「僕らの出会った場所」                                                                  |
| 横堀光範   | 「聖者の行進」                                                                          |
| 不明       | 「続きを」（Salyu×Salyu）                                                               |